# 高屏發電廠竹門機組
高屏發電廠竹門機組，是台灣國定古蹟，位於臺灣高雄市美濃區境內，荖濃溪與濁口溪匯合處下游約 4 公里處，屬於第一代川流式水力發電廠，舊稱竹仔門電廠或竹子門電廠自台電公司成立高屏發電廠竹仔門電廠納入管轄後，全名改名為台灣電力股份有限公司高屏發電廠竹門機組。水源引自於荖濃溪，興建於台灣日治時期1908年，至今屆滿百年仍可運轉使用。位於新北市新店區的龜山發電廠與該電廠為同期建物，列為歷史建築，但已停止運轉。
竹仔門電廠因其建築及內部發電機組極具歷史價值，中華民國內政部於1992年5月將該電廠列為台灣第一座「產業古蹟」，為三級古蹟；後來在2003年10月28日公告為國定古蹟。而該古蹟管轄機構台灣電力公司亦特別積極於該地導入產業文化活動。

## 沿革
竹仔門電廠興建於明治四十一年（1908年）旗山郡美濃庄竹子門，主體工程在隔年10月27日落成，至於配線、管路等工程則到了12月才完工，當時稱為「竹仔門發電所」。該電廠是利用所在地竹仔門與東邊的獅子耳之間21.3公尺的落差，設置臨時攔水壩與引水道，將荖濃溪溪水經由隧道、明渠等設備送到前池，再用四條壓力鋼管將水送入電廠發電，而發電後的水則會流入獅子頭圳（獅山大圳），灌溉美濃庄周圍將近四千多甲的農地。
電廠完工當年的11月20日，已開始供應打狗港（高雄港）興築所需的電力，後來在明治四十三年（1910年）1月已向台南供電，該年4月供應打狗地區，12月時供電地區包含安平，隔年（1911年）支援從九曲堂取水供應打狗的自來水工程的用電之後供電範圍，逐步擴大到屏東（1912年8月）、旗山（1914年）、岡山（1916年）等地。
該電廠除了供應電力而促進了台南高屏地區的工商業發展、令高雄港市在水電供應下得以現代化外，其與「獅仔頭水利組合」的配合也使得旗山美濃地區的看天田與荒地變為良田，日資三五公司開設的南隆農場也吸引了不少來自新竹州的客家移民，並使得相關的製糖、碾米、糕餅等產業相當發達。昭和十年（1935年）時美濃庄人口有18000人，為一大庄，其財力可與恆春郡不相上下。
竹子門發電所至1919年為台灣電力株式會社所收購，民國五十二年（1963年）廠名更改為「竹門發電廠」，民國六十六年（1977年）與位在六龜的土壟發電廠合併，改稱「高屏發電廠竹門分廠」，其行政部門設在竹門電廠，土壟電廠則以遙控控制，而後該廠又一度更名為「竹門機組」。
1992年5月，竹子門電廠經內政部公告為三級古蹟，為全台灣首座產業古蹟。高雄縣政府文化局於2002年10月30日函內政部，將竹門電廠之發電廠房含發電機組、壓力鋼管、前池、制水閘門、紀念碑等指定為古蹟本體，由第三級古蹟提報為國定古蹟，2003年10月28日公告正式成為中華民國國定古蹟。
2007年8月時，為了增加發電量且維持古蹟完整，台電在廠房右側興建2.67MW的發電機組，於2009年12月10日與舊有機組併聯運轉。

## 設施
竹仔門電廠利用所開水渠引水穿越隧道，將荖濃溪水引進沈砂池，再接至廠房背後小丘，利用其高低落差來推動發電機。廠區內以機械房為主，附近包括行政及宿舍等建物，曾經在廠區建有神社，象徵保護電廠，但已遭拆除改建為代天巡狩水德宮。
竹仔門發電廠房屬1900年代初期之加牆磚承重系統的巴洛克式建築，正立面分為兩個部分，機具空間為兩層樓挑空，連續六個拱圈，與左側入口的拱圈，形成一整體之七個拱圈的窗帶。右半部為三層樓的辦公空間，立面語言為連續的四拱圈的窗帶，最旁邊的一個拱圈配合地形的變化而設一門。拱圈頂部的開窗以一個圓窗作為窗帶的頂部，同時與拱圈頂部形成一同心圓。兩邊的山牆面與正立面四拱圈窗帶一樣，頂部以一類似門形之小頂與樣式特殊之避雷針作為收頭。屋架為兩坡鋼架造，以不同長度之L型鋼與結點板組構成桁架系統，頂部並組有太子樓之形式，以利廠房之散熱與通風。4條壓力鋼管，長66.65公尺，直徑1.5公尺，以45度的落差產生重力，引水入電廠內四部發電機組發電。
廠內設有德國柏林AEG公司製造之橫軸雙輪法蘭西斯式水輪發電機四部，其中四部水輪機製造廠為瑞士埃舍爾·維斯，四部發電機為德國通用電機（A.E.G）產品，每部機500KVA，裝置容量原為1600 KW，1930年更改為1950 KW，每組各發電487.5千瓦，總裝置容量1,950瓩。

### 機組

#### 商轉中
| 名稱   | 發電機型號                    | 水輪機型號                                       | 機組數量 | 發電方式 | 有效落差（公尺） | 單一機組用水量（CMS） | 容量（MW） | 位置         | 商轉日期       | 狀態   |
| ------ | ----------------------------- | ------------------------------------------------ | -------- | -------- | ---------------- | --------------------- | ---------- | ------------ | -------------- | ------ |
| 一號機 | 西班牙INDAR製交流式同步發電機 | 日本VOITH SIEMENS製橫軸S-type 管狀卡布蘭式水輪機 | 1        | 川流式   | 22.51            | 14CMS                 | 2.67MW     | 高雄市美濃區 | 2009年12月10日 | 商轉中 |

#### 已汰除
| 名稱   | 發電機型號      | 水輪機型號                            | 機組數量 | 發電方式 | 有效落差（公尺） | 單一機組用水量（CMS） | 容量（MW） | 位置         | 商轉日期  | 狀態   |
| ------ | --------------- | ------------------------------------- | -------- | -------- | ---------------- | --------------------- | ---------- | ------------ | --------- | ------ |
| 一號機 | 德国AEG製發電機 | 瑞士Escher Wyss製橫軸法蘭西斯式水輪機 | 1        | 川流式   | 21.3             | 2.7CMS                | 0.4875MW   | 高雄市美濃區 | 1910年1月 | 已停機 |
| 二號機 | 德国AEG製發電機 | 瑞士Escher Wyss製橫軸法蘭西斯式水輪機 | 1        | 川流式   | 21.3             | 2.7CMS                | 0.4875MW   | 高雄市美濃區 | 1910年1月 | 已停機 |
| 三號機 | 德国AEG製發電機 | 瑞士Escher Wyss製橫軸法蘭西斯式水輪機 | 1        | 川流式   | 21.3             | 2.7CMS                | 0.4875MW   | 高雄市美濃區 | 1910年1月 | 已停機 |
| 四號機 | 德国AEG製發電機 | 瑞士Escher Wyss製橫軸法蘭西斯式水輪機 | 1        | 川流式   | 21.3             | 2.7CMS                | 0.4875MW   | 高雄市美濃區 | 1910年1月 | 已停機 |

### 管理
- 電廠名稱：高屏發電廠竹門機組
- 管理單位：臺灣電力公司高屏發電廠
- 廠內編制：無（由鄰近高屏發電廠廠本部管理）

### 設施
- 廠房類型：地面式
- 取水來源：荖濃溪、濁口溪
- 壓力鋼管：長66.65公尺，直徑1.5公尺x4（舊廠）埋入式，長度118公尺，內徑2.3公尺（新廠）

## 圖集

### 舊機組

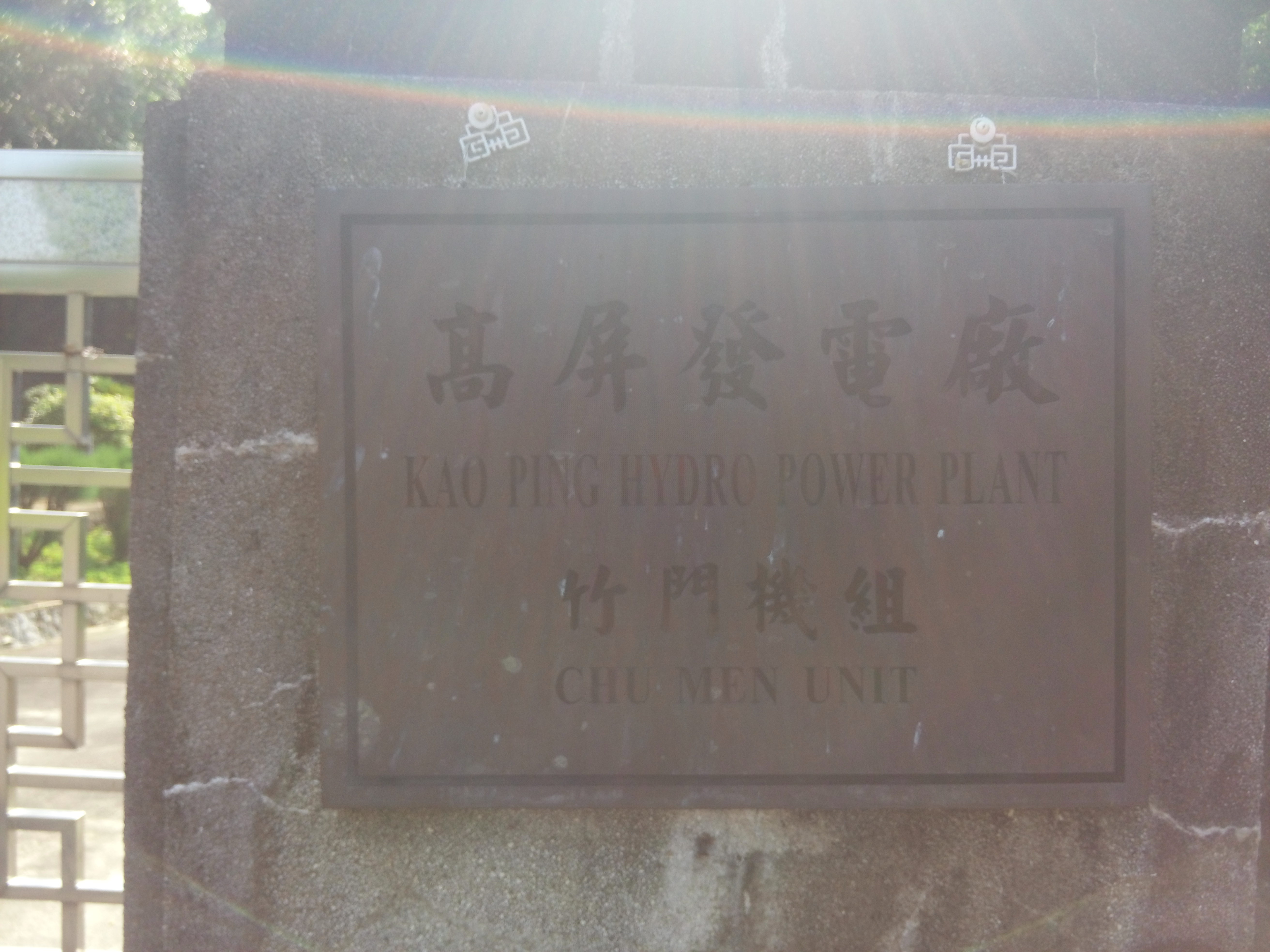
高屏發電廠竹門機組舊機組門牌
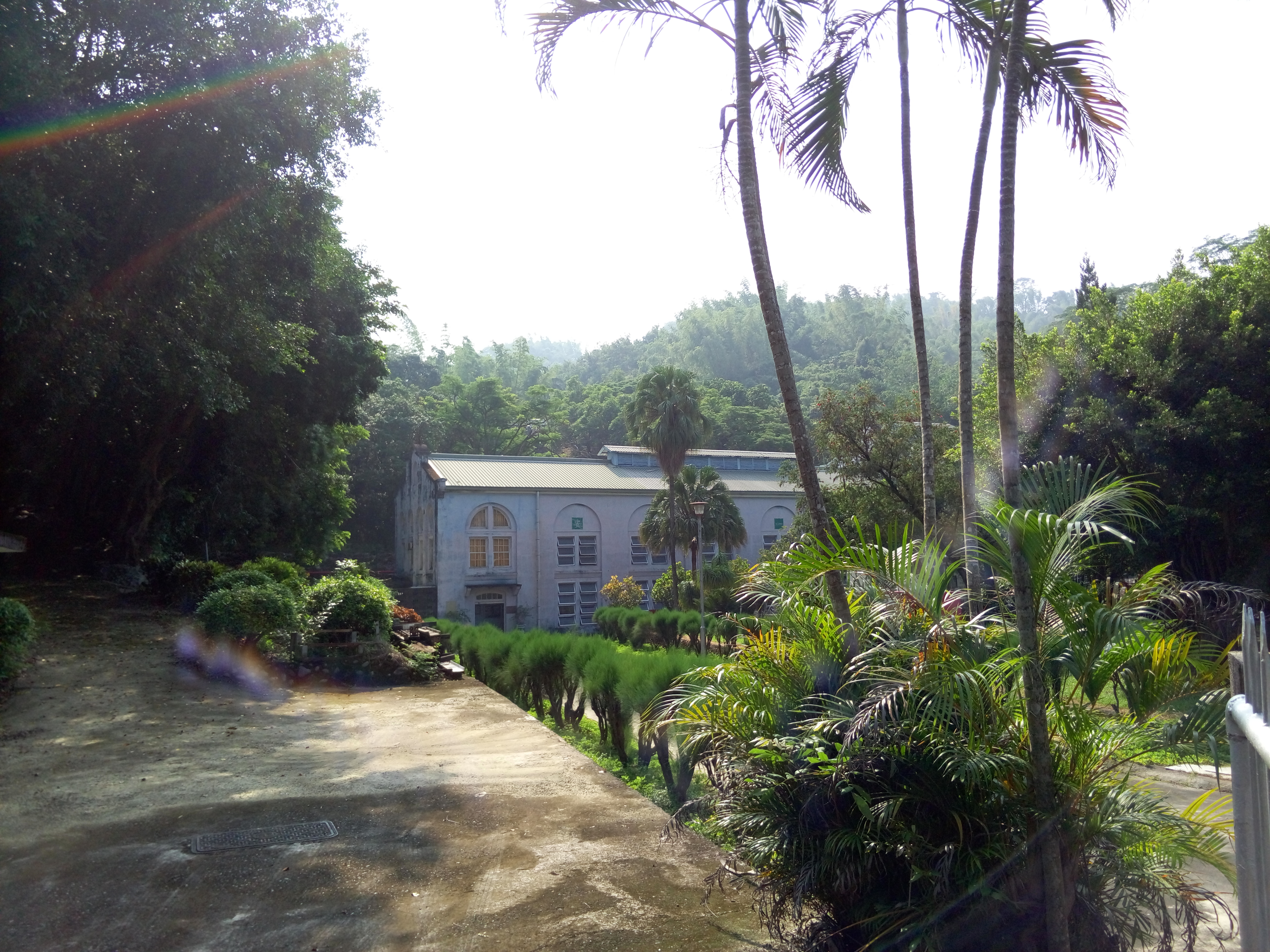
高屏發電廠竹門機組舊機組廠房
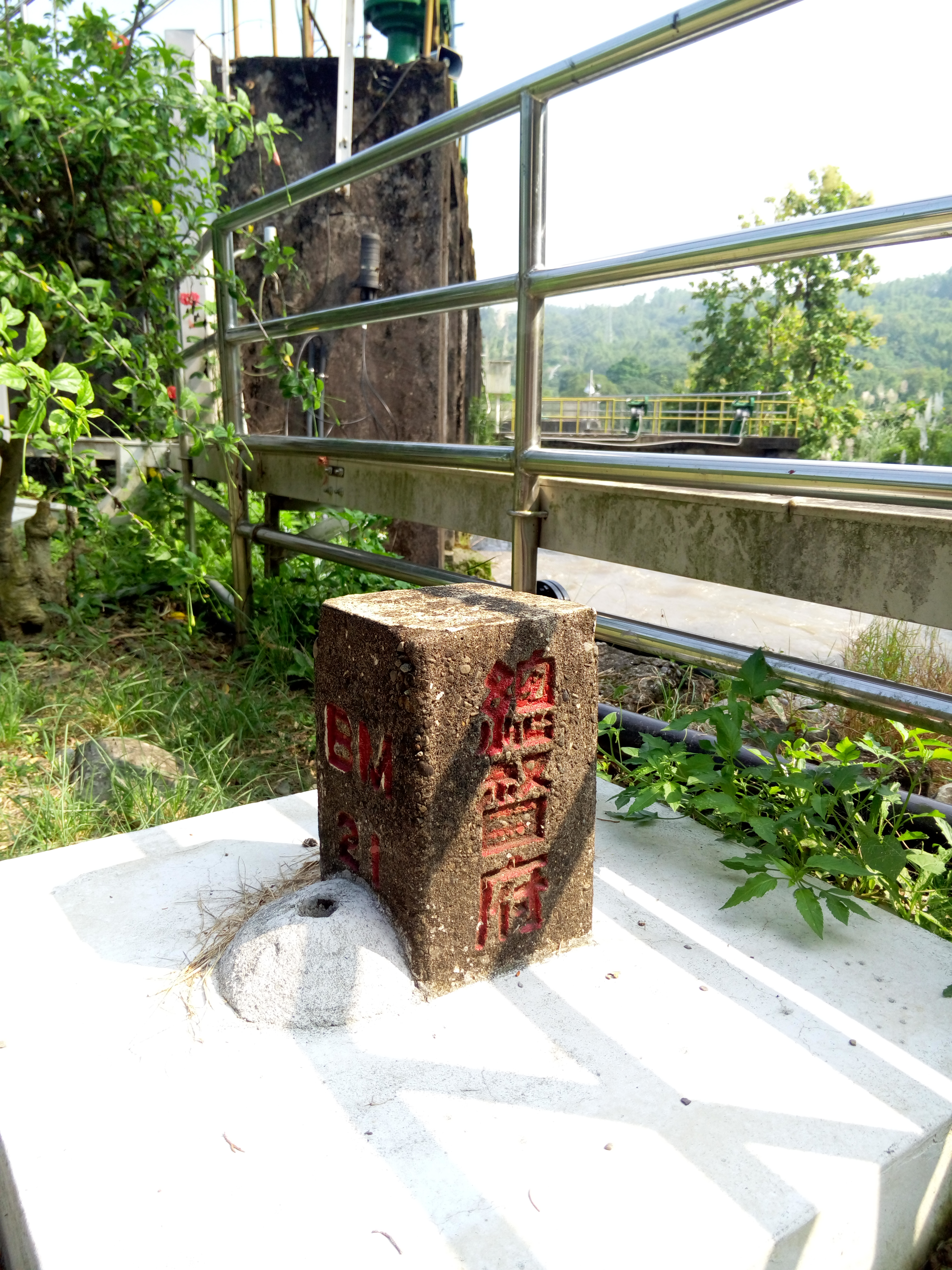
高屏發電廠竹門機組日治時期興建之海拔標高碑
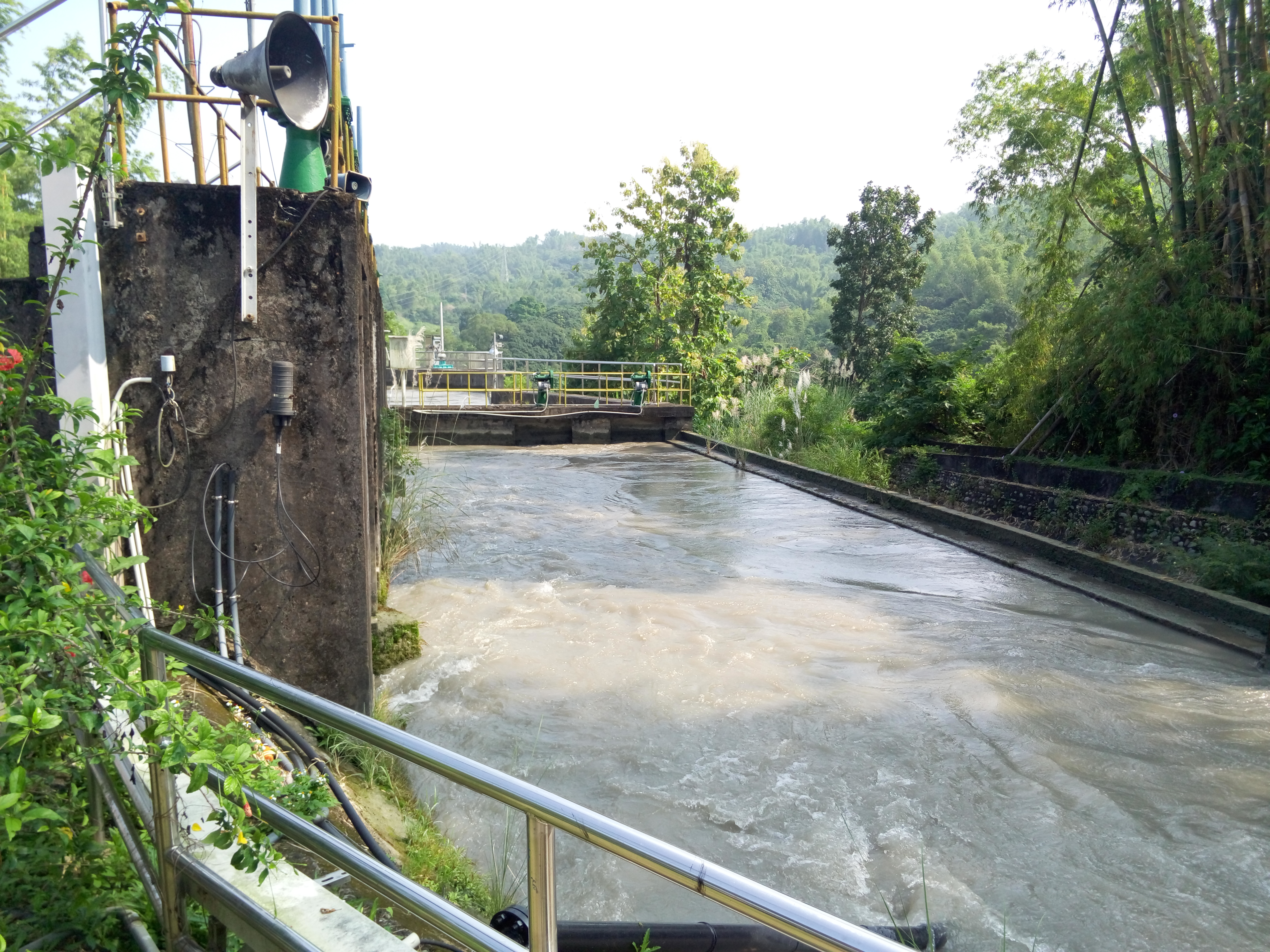
高屏發電廠竹門機組舊機組前池
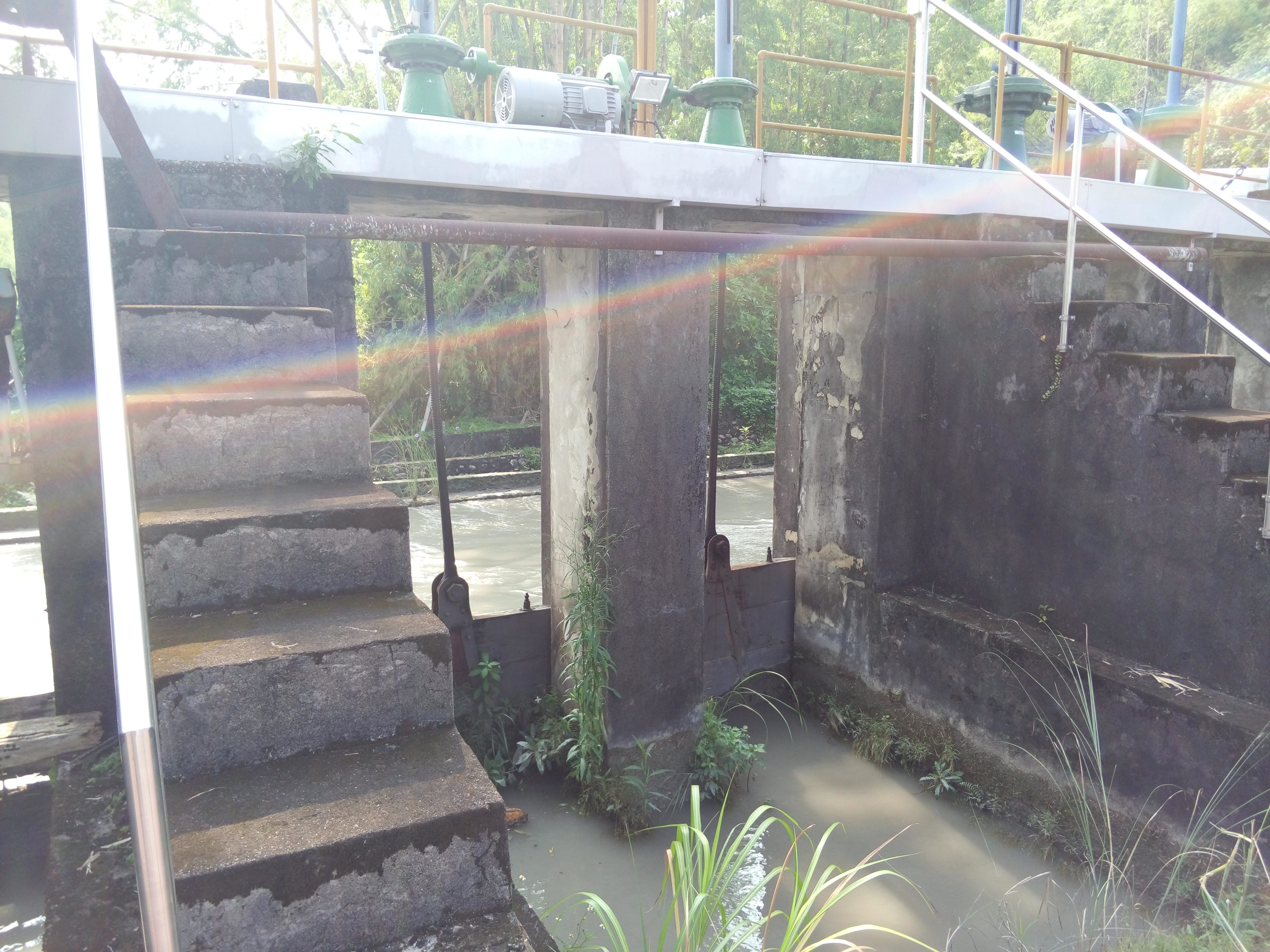
高屏發電廠竹門機組舊機組攔水門
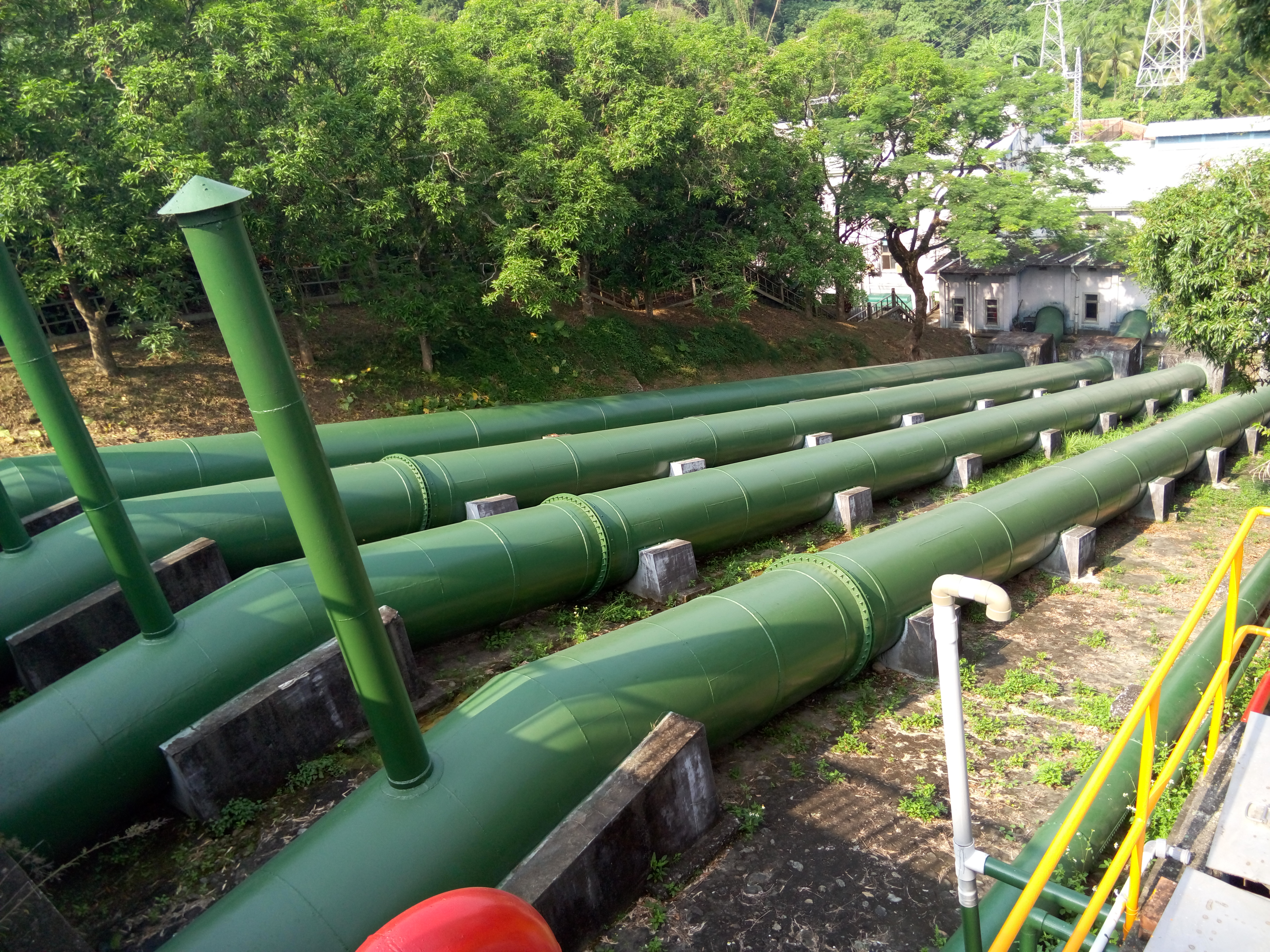
高屏發電廠竹門機組舊機組壓力鋼管
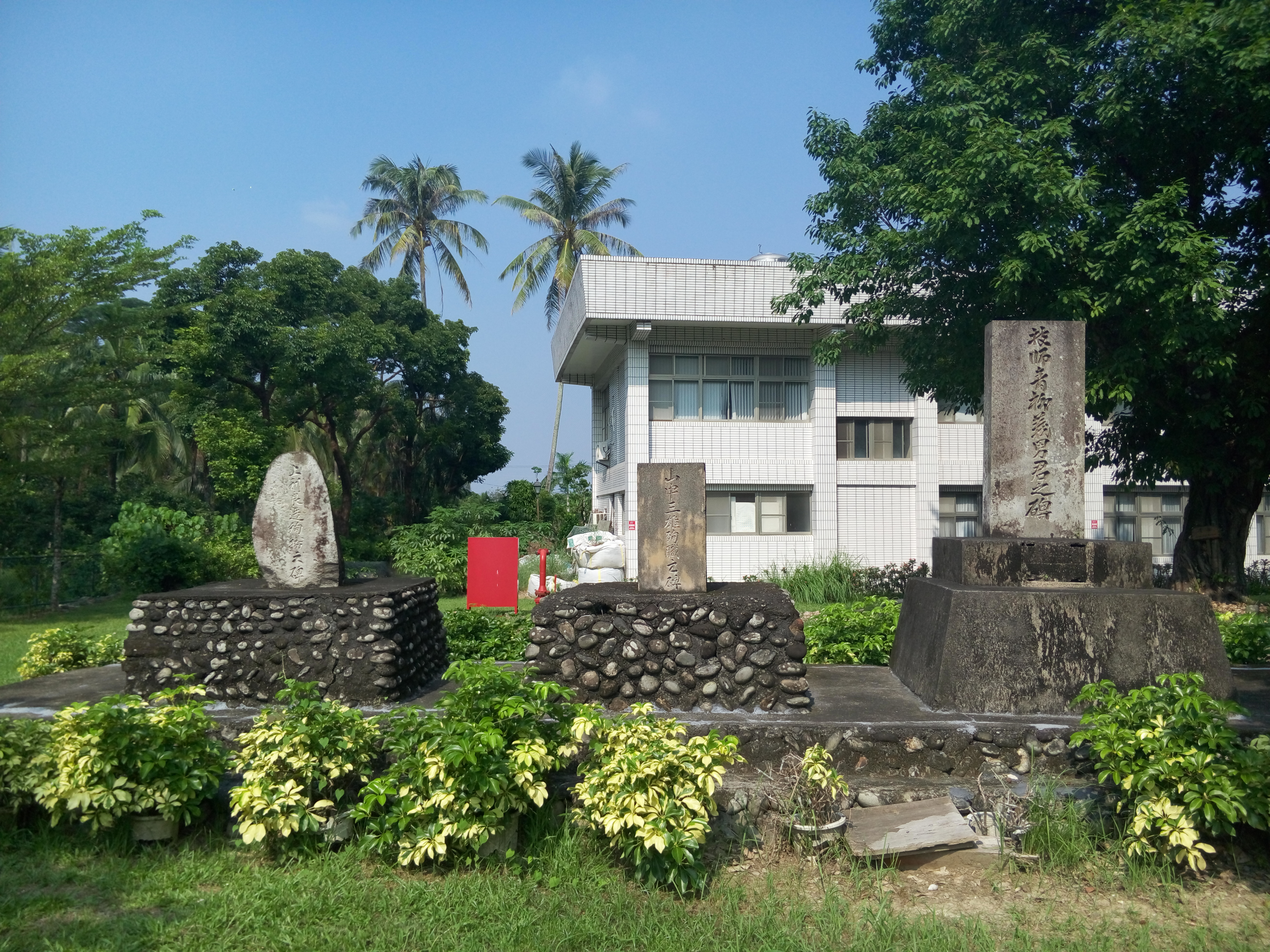
高屏發電廠竹門機組日治時期興建電廠時殉職之日籍工程師紀念碑

### 新機組

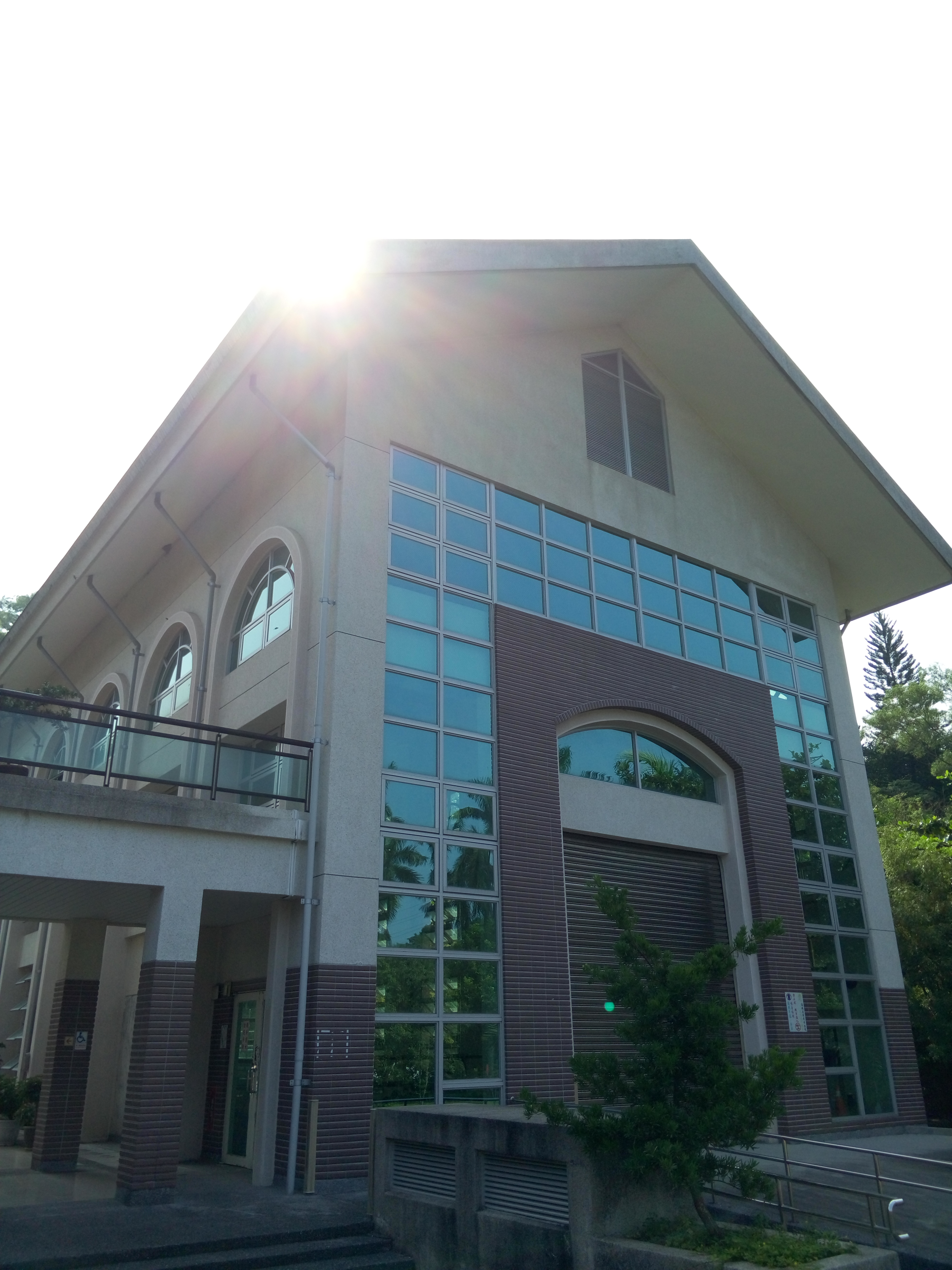
高屏發電廠竹門機組新機組廠房
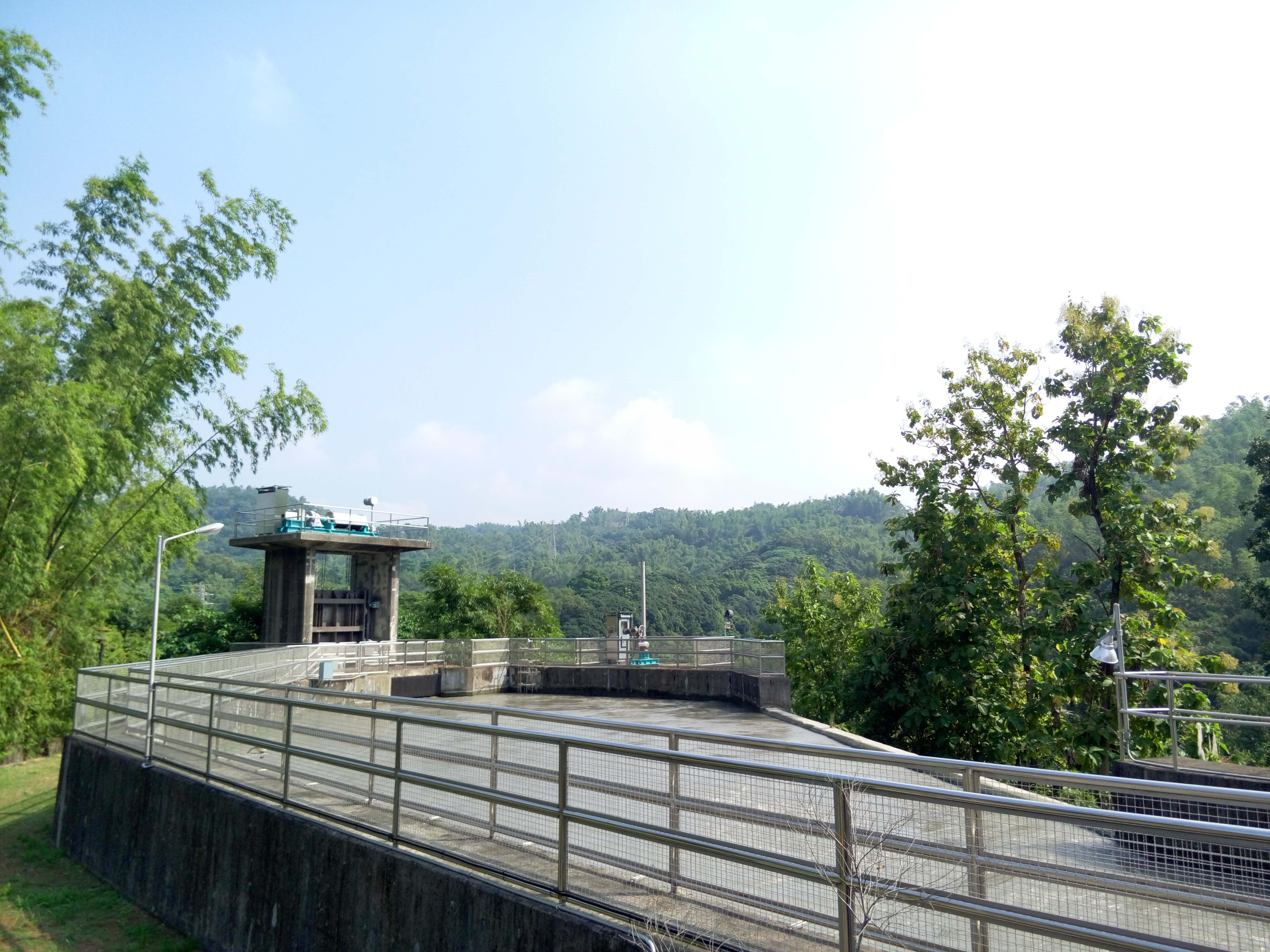
高屏發電廠竹門機組新機組前池
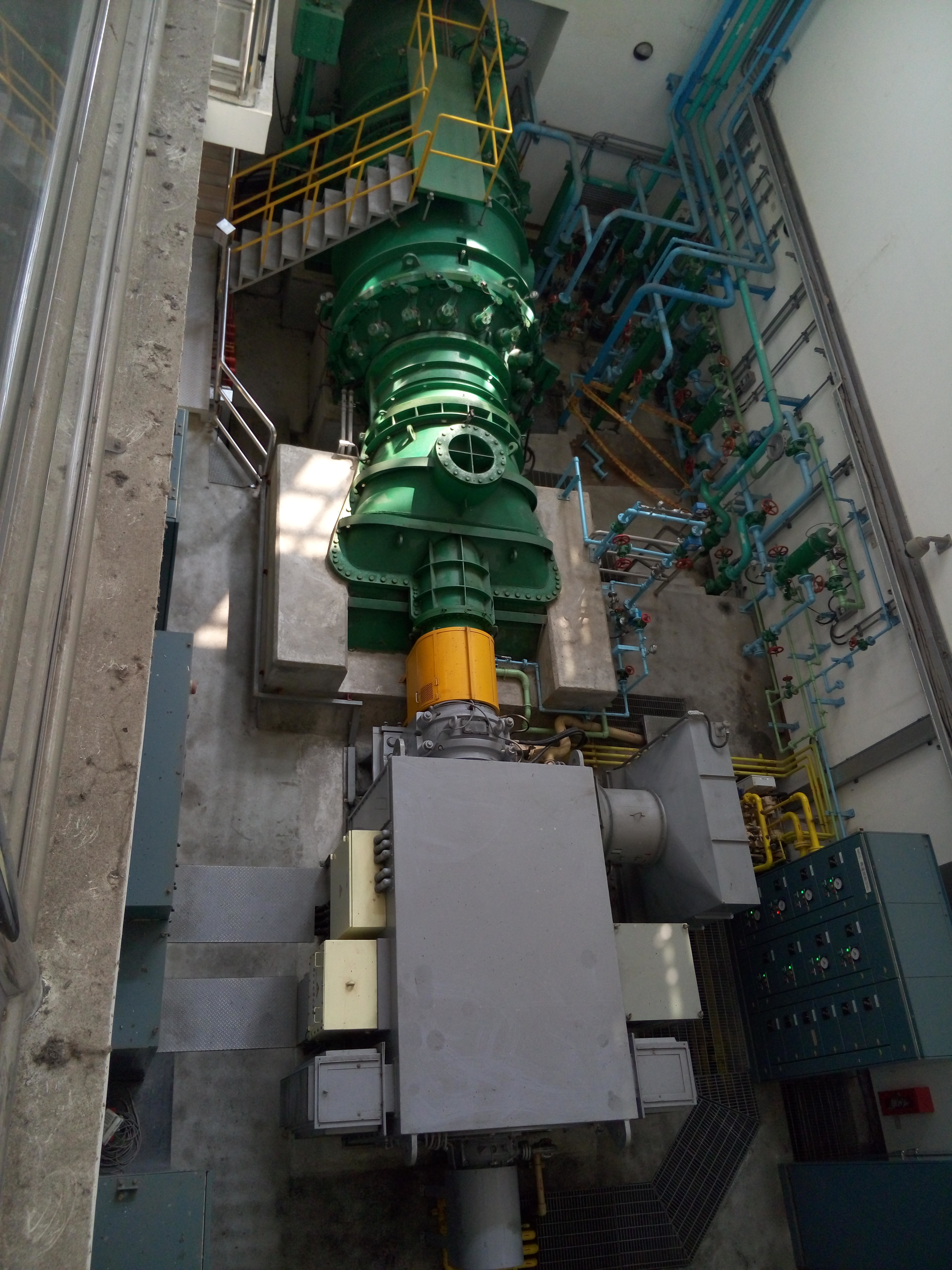
高屏發電廠竹門機組新機組內部，綠色即為橫軸卡布蘭式水輪機，灰色則為發電機

## 外部連結
- （繁體中文）高屏發電廠簡介